# Esperando o Sucesso
Artykuł ten został zgłoszony do umieszczenia na stronie głównej w rubryce „Czy wiesz”.
Pomóż nam go sprawdzić: oceń zgłoszoną nominację.
Esperando o Sucesso – obraz olejny autorstwa Henrique Pousão, namalowany w 1882 roku, eksponowany w Museu Nacional de Soares dos Reis w Porto.

## Historia
Obraz powstał w Rzymie w 1882 roku; artysta w wieku 25 lat był wówczas studentem, posłał go do akademii sztuk pięknych w Porto ze swojego drugiego wyjazdu zagranicznego. Płótno znajduje się w kolekcji Museu Nacional de Soares dos Reis w Porto, jest eksponowane; stanowi jeden z najbardziej popularnych obrazów tego artysty. Obraz znalazł się na okładce katalogu wystawy Museu Nacional de Soares dos Reis z okazji 150. urodzin Henrique Pousão.

## Charakterystyka
Dzieło zostało namalowane techniką olejną na płótnie o wymiarach 131,5 na 83,5 cm. Tytuł dzieła oznacza oczekiwanie na sukces. Pousão podważył klasyczne przedstawienie ciociaro (zob. Ciociaria), tj. włoskiego wieśniaka z regionu Lacjum, ale z drugiej strony obraz wpisuje się w typowy motyw w malarstwie – odpoczynek modela w pracowni. Płótno przedstawia małego psotnego chłopca, którego odzież jest częściowo zniszczona. Chłopiec uśmiecha się figlarnie, uśmiech stara się zakryć ręką. Jego ubiór jest typowy dla ciociaro, na nogach ma charakterystyczne obuwie (zob. ciocia). Służy jako model i w uchwyconym na obrazie momencie odpoczywa od pozowania pod nieobecność malarza. Trzyma w ręce prosty rysunek nabazgrany przez siebie. Siedzi na miejscu przeznaczonym dla malarza. Za nim znajduje się płótno, do którego pozuje, a obok niego naniesiona jest ledwo dostrzegalna karykatura autora.
Dzieło można odbierać jako rodzaj artystycznego manifestu, gdyż młody artysta posłał swój obraz do swoich mentorów, a model zajmujący miejsce malarza i oczekujący w niepewności na odbiór swojego dzieła może stanowić projekcję sytuacji samego artysty na modela, a także stanowić podwójną autokarykaturę. Scena ma radosny wydźwięk i może wzbudzać w widzu nadzieję na przyszłość.
Vítor Silva interpretuje ten obraz jako parodię akademickiego nauczania malarstwa (przedstawienie postaci chłopca) i zwraca uwagę na nowoczesny aspekt dekonstrukcji samego aktu malowania (bazgroły w ręku chłopca).